# Астрофізика для тих, хто цінує час
«Астрофізика для тих, хто цінує час» (англ. Astrophysics for People in a Hurry) — науково-популярна книга Ніла Деграсса Тайсона 2017 року, зосереджена навколо низки найважливіших питань про Всесвіт. Опублікована 2 травня 2017 року видавництвом W. W. Norton & Company, книга є збіркою есе Тайсона, які з'являлися в журналі «Natural History» у різний час з 1997 по 2007 рік. У 2018 році книжку перевидало українською мовою видавництво КМ-Букс.

## Зміст
Книга Ніла Деграсса Тайсона «Астрофізика для тих, хто цінує час» є науково-популярним вступом до основних понять і питань сучасної астрофізики. Автор пояснює походження та структуру Всесвіту, силу тяжіння, світло, темну матерію та темну енергію, наше місце в космосі та те, як ми намагаємося зрозуміти закони Всесвіту. Книга написана простою й живою мовою, з використанням яскравих аналогій. Вона розрахована на широке коло читачів, які бажають отримати загальне уявлення про астрофізику без складних формул і надмірних деталей. Книга складається з 12 коротких розділів, заснованих на есе, опублікованих у журналі «Natural History».

## Продажі
Коли книга вперше з'явилася в травні 2017 року, вона посіла перше місце у списку нон-фікшн бестселерів «New York Times». За перший тиждень продали 48 416 примірників, що зробило її другою за кількістю продажів у США за цей тиждень (після дитячого фантастичного роману «Темне пророцтво»). Через рік книга залишалась у п'ятірці лідерів, на той час уже продали понад мільйон примірників.

## Відгуки
У «Kirkus Reviews» рецензент похвалив «приземлену дотепність» Тайсона та заявив, що книга «знову демонструє майстерні навички [Тайсона] пояснювати складні наукові концепції в ясний, зрозумілий спосіб».
Проста мова книги також відзначена в рецензії в журналі «BBC Sky at Night». Рецензент припускає, що читач, який витрачає свій час на роботу Тайсона, добре зрозуміє «кожну частину нашого відомого Всесвіту, як він виник і що досі не дає фізикам спокійно спати».
Тайсона номінували на премію «Греммі» як найкращий альбом із розмовним словом.